# Oinassaari (ö i Mellersta Finland, Jämsä, lat 61,57, long 25,43)
Oinassaari är en ö i Finland. Den ligger i sjön Päijänne och i kommunen Kuhmois i landskapet Mellersta Finland, i den södra delen av landet, 160 km norr om huvudstaden Helsingfors. Öns area är 2,6 hektar och dess största längd är 270 meter i sydväst-nordöstlig riktning.